# Iouri Fedkovytch
Iouri Fedkovytch ou Fedkovitch, né le 8 août 1834 et décédé le 11 janvier 1888, était un écrivain ukrainien, qui a écrit avant tout en ukrainien, mais aussi en allemand et fait partie de l'école dite romantique tardive ukrainienne.

## Biographie
Fedkovytch était le fils d'Adalbert Hordinsky, membre de la petite noblesse polonaise, qui l'a fait baptiser selon le rite catholique et prénommer Ossip Dominik. Plus tard, il devint orthodoxe et adopta le prénom Youri. Il fut d'abord éduqué par un précepteur, puis à l'école primaire d'un village voisin et au collège à Tchernivtsi.
À l'âge de quatorze ans, il partit pour la principauté de Moldavie, où il travailla en tant qu'arpenteur et entreprit des études de pharmacie, à Jassy et Piatra Neamț. C'est de cette époque que datent ses premiers poèmes, en allemand. En 1852, selon la volonté paternelle, il intégra l'Armée impériale autrichienne et participa à la Campagne d'Italie en 1859. C'est là qu'est né son premier poème en ukrainien, « Camp de nuit », qui traduit son mal du pays. De retour à Tchernivtsi, il se lia d'amitié avec Ernst Rudolf Neubauer.
Il prit sa retraite de l'armée avec le grade de lieutenant en 1863 et retourna à Poutyla, où il travailla comme maire puis comme inspecteur des écoles. Pendant quelques mois en 1872-73, il vécut à Lviv, où il exerça en tant que rédacteur pour Prosvita et pour le Théâtre Ruska Besida. En 1876, après la mort de son père, il revint définitivement à Tchernivtsi, où il devint membre de Ruska Besida et fonda le premier journal en langue ukrainienne, Bukowyna, dont il resta le rédacteur en chef jusqu'à sa mort.

## Œuvres

### Carrière littéraire
En 1865 à Tchernivtsi parut son premier volume de poésies en allemand, Gedichte. Au milieu des années 1870, le célèbre éditeur et scientifique ukrainien Mykhaïlo Drahomanov lui rendit visite à Poutyla et publia ses nouvelles en volume à Kiev. En 1882 parut son second volume en allemand, Am Czeremusch. Lieder eines Uzulen. Youri Fedkovitch éprouvait aussi la passion de l'astrologie : il a laissé en allemand un traité d'un millier de pages environ, qui n'a jamais été publié.
Il a aussi été un traducteur de premier plan et a ainsi introduit dans la culture ukrainienne nombre de classiques de la littérature mondiale, et surtout allemande : Shakespeare, avec Hamlet et Macbeth, Pouchkine, Goethe, Schiller, Uhland, Heine. Certains de ses poèmes furent mis en musique par Mykhailo Verbytsky. Après sa mort, ses œuvres furent publiées par la société Taras Chevtchenko de 1902 à 1938. Osyp Makovei travailla aussi à une édition et écrivit sur lui une riche biographie. On recense quelques traductions dans des anthologies ou des revues en allemand ou en anglais.
Fedkovitch a su combiner des éléments du romantisme allemand et de la concrétude du folklore houtsoule. Il a commencé par décrire les destins tragiques des soldats ukrainiens dans l'Armée impériale autrichienne, éloignés de leur patrie des années durant. Il a cependant évolué et en particulier abordé le thème des oprishoks, du mythe de Dovbush. Il a aussi évoqué la vie dans les villages ukrainiens, les amours malheureuses. Au théâtre, il a abordé de nombreux genres : comédie, mélodrame, drame historique. Ses influences reconnues sont celles de Taras Chevtchenko et de Marko Vovtchok, ou encore de Grigori Kvitka-Osnovianenko.

### Liste des publications
- Poeziï [Poésies], 1862 ;
- Gedichte von J. Fedkowicz [Poésies d'Y. Fedkovytch], en allemand, 1865 ;
- Tak vam treba! [Tu le mérites], théâtre, 1865 ;
- Poeziï Iuriia Horodenchuka-Fed’kovycha [Poésies de Youri Horodenchouk-Fedkovytch, 2 volumes, Kolomya, 1867 ;
- Dovbush, théâtre, 1869 ;
- Iak kozam rohy vypravliaiut [Comment les chèvres se firent redresser les cornes], théâtre, 1872, adaptation de La Mégère apprivoisée ;
- Kermanych [Le Pilote], 1876 ;
- Povisti Osypa Fed’kovycha [Contes d'Ossip Fedkovytch], 1876 ;
- Am Tscheremusch! Gedichte eines Uzulen [Au bord de la Tcheremoch ! Poèmes d'un Houtsoule], en allemand, 1882 ;
- Pysanja. 2 [Œuvres], Lviv, 1902 ;
- Pysanja osypa Jorija Fel'kovyča. 3,2 Dramatyčni nereklady, Lviv, 1902 ;
- Pysanja osypa Jorija Fel'kovyča. 4 Materijaly do žytjepysy, Lviv, 1910 ;
- Pysanja osypa Jorija Fel'kovyča. 3,1b Dramatyčni tvory, Lviv, 1918 ;
- Skazki, Berlin, 1922, traduction en allemand ;
- The Ukrainian Poets 1189-1962, de C.H. Andrusyshen et Watson Kirkconnell, University of Toronto Press, 1963, contient les poèmes suivants : A reflection ; Where is destiny ; The deserter ; The sentry ; Bivouac ; I never learned. Traductions en anglais de : Bolyt' mene holovon'ka ; De dolia ; Dezertyr ; Shel'vakh ; Nichlih ; Ia ne uchyvsia v kobzu hraty ;
- Safat Sinytsch, nouvelle, dans Ukrainische Erzähler, 1963, pages 59-62, traduction en allemand ;
- The heart cannot be taught, traduction en anglais de Sertse ne navchyty par Mary Skrypnyk dans Ukrainian Canadian de novembre 1984 ;
- Hapless: a Ukrainian folk tale, traduction en anglais de Bidolashko par Mary Skrypnyk dans Ukrainian Canadian de septembre 1987 ;
- From days gone by : selected prose fiction, Toronto, 2008, avec les traductions en anglais par Roma Franko des nouvelles Who is to blame?, The opryshok, The Dnister’s vortex, The soldier’s daughter.

## Honneurs
Il existe depuis 1945 un musée Fedkovytch à Tchernivtsi, dont l'Université nationale porte également son nom.